# Гало

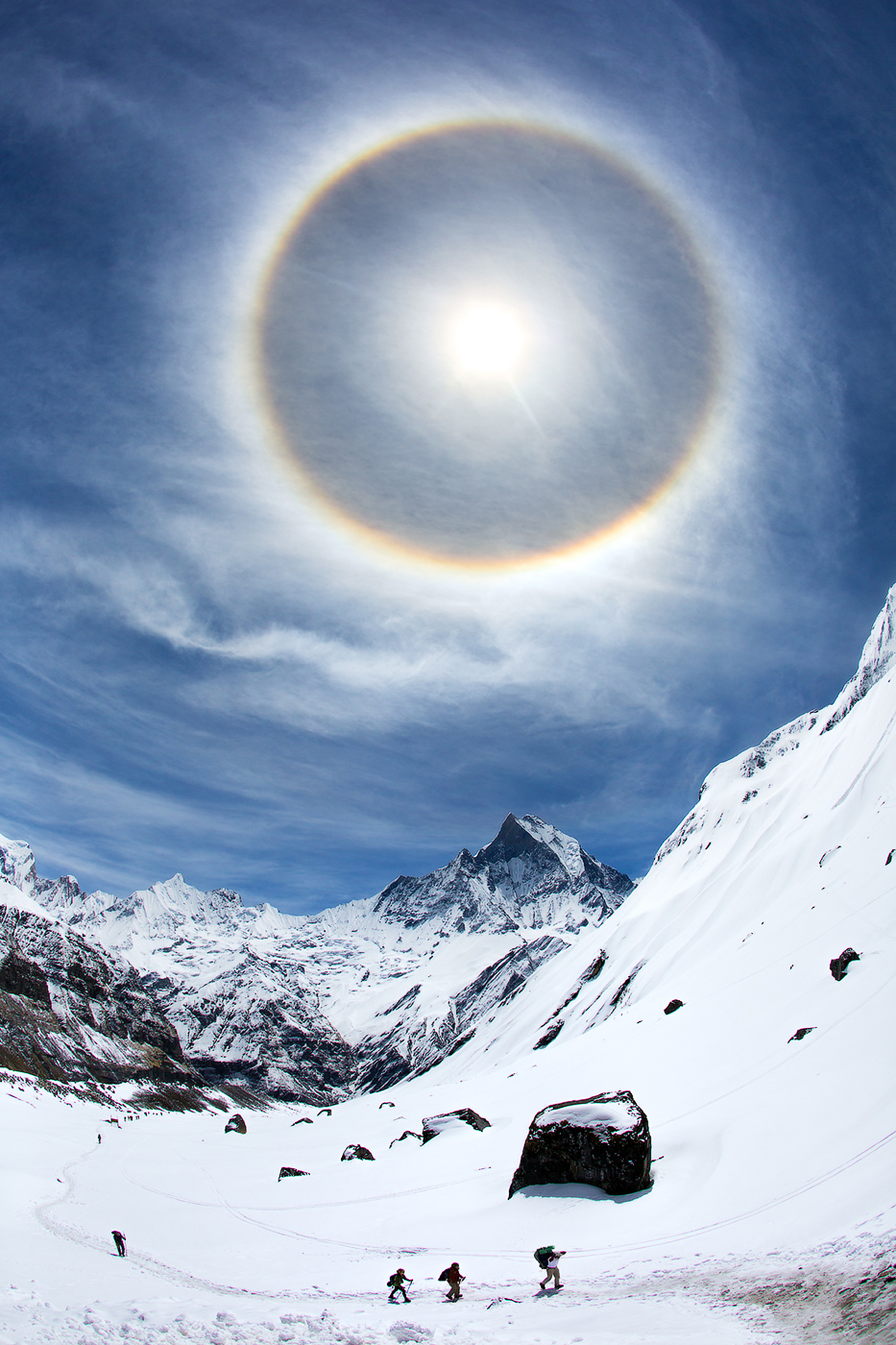
22-градусне гало в Гімалаях (Непал)

Галό (від грец. ἅλως — «сяйво, німб») — оптичне явище в атмосфері, що виникає внаслідок заломлення та відбиття світла в льодяних кристалах. Найчастіше спостерігається в перисто-шаруватих хмарах, рідше — за інших умов. Найпоширеніша форма гало — світле слабко забарвлене коло навколо Сонця чи Місяця. Досить часто простежуються яскраві кольорові плями обабіч Сонця — несправжні сонця чи паргелії, яскрава кольорова дуга з центром у зеніті — зенітна дуга, світлові стовпи, що йдуть вгору та вниз від світила. Всього відомо декілька десятків різновидів гало (до 90). Переважна їх більшість — рідкісні та спостерігаються лише в країнах з суворим кліматом, наприклад поза Полярним колом. Поява гало часто свідчить про зміни в погоді — похолодання, прихід вологих атмосферних фронтів.
В Україні гало можна спостерігати 70-120 разів на рік, але воно здебільшого малопомітне. Яскраве й добре помітне гало з'являється 10-20 разів на рік. Наприклад, у ніч 30 квітня 2023 року, мешканці Київщини спостерігали гало довкола Місяця, а 12 січня 2024 року — сонячне гало, яке було можливо спостерігати неозброєним оком. У червні 2024 року сонячне гало було зафіксовано у небі над тимчасово окупованим містом Маріуполем.

## Деякі різновиди

### Світлові стовпи

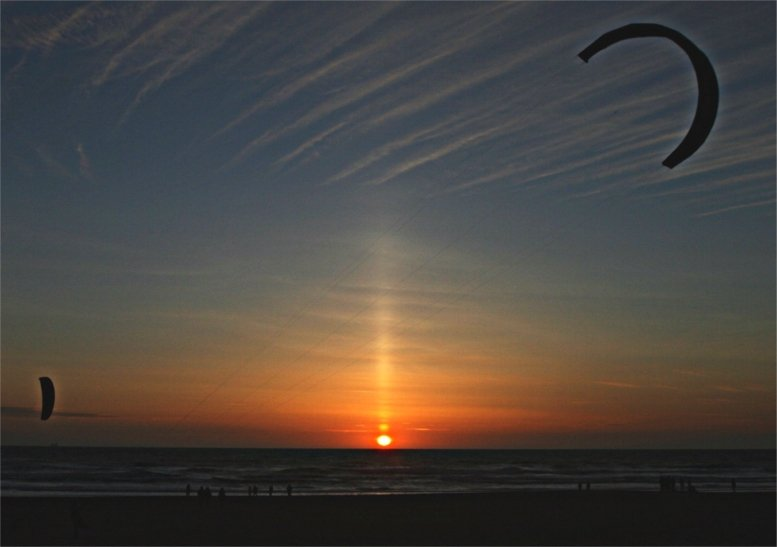
Світловий стовп над Сонцем

Світлові стовпи — це вертикальні смуги світла, що тягнуться від Сонця під час його заходу чи сходу, найчастіше — коли світило розташоване на висоті до 6° над горизонтом або під ним.
Це явище виникає завдяки гексагональним пласким або призматичним кристаликам льоду, наявним у сильно охолоджених шарах атмосфери. Під час вільного падіння в атмосфері такі кристали розташовуються горизонтально, а їхні грані відбивають сонячне світло у вертикальній площині. У результаті спостерігач бачить світло, відбите лише тими кристаликами, що розташовані на одній вертикалі з сонячним диском.
Світлові стовпи нерідко утворюються від Місяця, міських вогнів та інших яскравих джерел світла. Неодмінною умовою формування такого різновиду гало є низька температура тропосфери, досить потужне джерело світла, відсутність вітру та наявність значної кількості кристаликів льоду в атмосфері. Світлові стовпи, утворені від низько розташованих джерел світла, зазвичай набагато довші від тих, що формуються від Сонця чи Місяця.

### 22-градусне гало

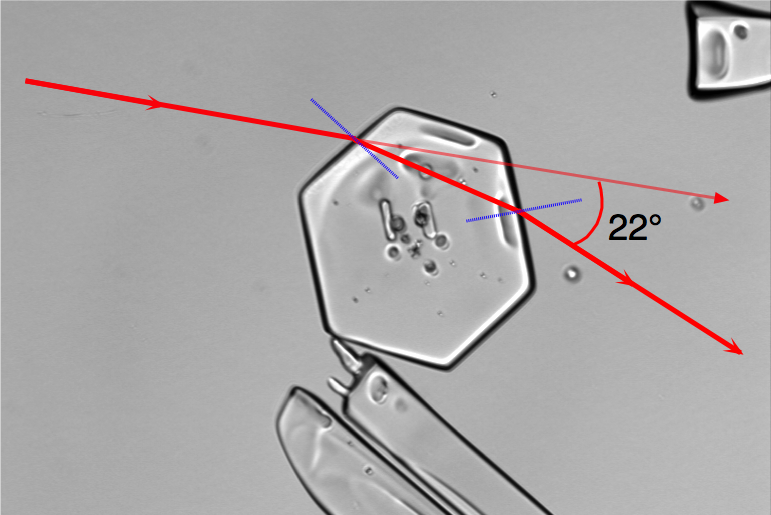
Льодяний кристал, зібраний на висоті 3000 м, під мікроскопом.
Червона лінія показує шлях світлового променя.

Інший поширений різновид гало — кільце радіусом 22° навколо Сонця або Місяця. Воно виникає, якщо небо затягнуте високими й тонкими хмарами з мільйонами крихітних кристаликів льоду. Кожен кристалик відіграє роль мініатюрної призми. Більшість кристаликів мають форму витягнутих шестигранників. Світло входить крізь одну грань такого кристала й виходить крізь іншу, заломлюючись на 22°. Оскільки синє світло заломлюється дещо сильніше від червоного, то кільце виходить специфічно забарвленим: зовнішній край у нього синюватий, а внутрішній — червонуватий.
28 травня 2023 року, астрономи з Королівського університету Белфаста в Північній Ірландії (Велика Британія), протягом 30 хвилин спостерігали незвичайне світлове шоу над ботанічним садом Белфаста. Було підтверджено три різні оптичні явища: 
- 22-градусне гало, велике коло, що оточує Сонце;
- пара «сонячних собак», яскравих точок з обох боків 22-градусного гало;
- повне паргелічне коло, лінія, яка ділить коло навпіл, яка також утворює повне коло навколо всього неба.